# Glynn
Glynn (Iers: An Gleann) is een plaats in het Noord-Ierse County Antrim. Glynn telt 642 inwoners. Van de bevolking is 92,5% protestant en 3,7% katholiek.

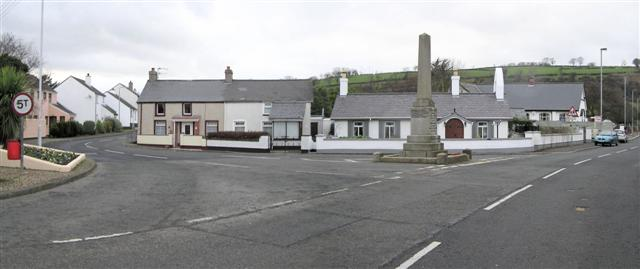
Glynn
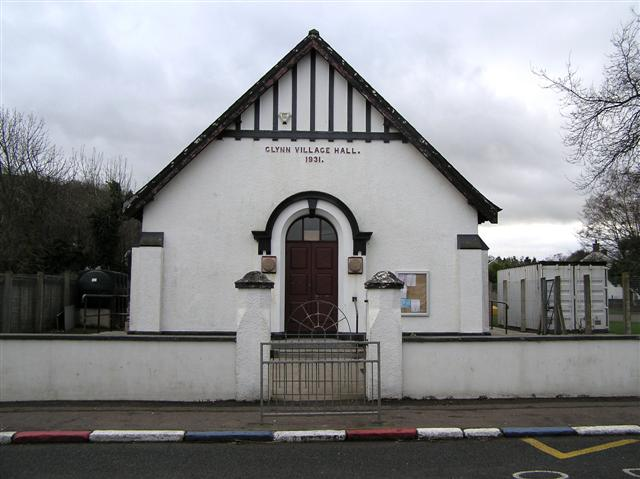
Village Hall